# Khalid bin Faisal

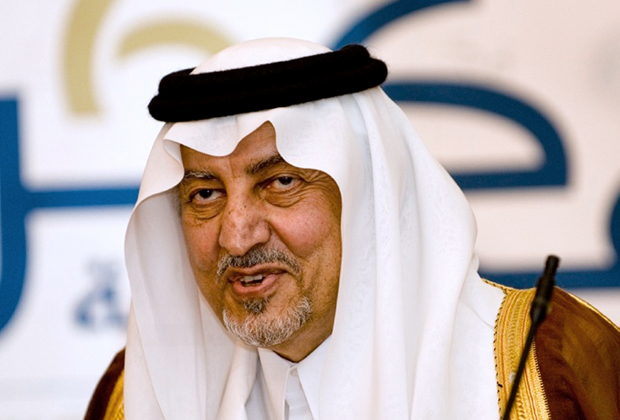
Khalid bin Faisal

Prinz Khalid bin Faisal bin Abdulaziz Al Saud (auch Khalid Al Faisal; arabisch خالد بن فيصل آل سعود, DMG Ḫālid b. Faiṣal b. ʿAbd al-ʿAzīz Āl Saʿūd; geb. 24. Februar 1940) ist ein saudi-arabischer Politiker und Mitglied des Hauses Saud. Er ist Gouverneur der Provinz Mekka.

## Leben
Khalid bin Faisal wurde 1940 als Sohn von König Faisal und dessen Ehefrau Haya bint Turki Al Saud geboren.
Er hält Abschlüsse in Politikwissenschaft und Wirtschaftswissenschaft von der University of Oxford.
Von 1971 bis 2007 war er Gouverneur der Provinz Asir. Von 2007 bis 2013 war er Gouverneur der Provinz Mekka. Unter König Abdullah hatte er von 2013 bis 2015 das Amt des Bildungsministers inne. Seit 2015 ist er wieder Gouverneur der Provinz Mekka.
2010 ordnete er an, dass alle Geschäfte in Mekka nur noch arabische Schilder nutzen dürfen, und gab den Geschäften sechs Monate Zeit, die Schilder entsprechend zu ändern.

## Familie
Khalid bin Faisal ist mit seiner Nichte 2. Grades al-Anud bint Abdullah bin Mohammed bin Abdul Rahman Al Saud verheiratet. Ihre Mutter Nura bint Saud ist eine Tochter König Sauds und ihr Vater Abdullah bin Mohammed väterlicherseits ein Neffe Ibn Sauds. 
Khalid bin Faisal ist Vater von drei Söhnen und einer Tochter. Sein Sohn Saud ist Vizegouverneur der Provinz Medina.
Zu seinen Halbbrüdern gehören Saud bin Faisal, ehemaliger Außenminister, und Turki bin Faisal, ehemaliger Geheimdienstchef.